# Южен плаж (Варна)
Южният плаж е плаж на Черно море в град Варна, разположен южно от Централния плаж. Той е с най-широка пясъчна ивица в града, с дължина 600 метра. Разположен е от зоната на Аквариума и Астрономическата обсерватория „Николай Коперник“ до вълнолома на Морската гара под плувен комплекс „Приморски“. Пясъкът е ситен и чист, а морето е плитко, което го прави подходящ за семейства с деца. На плажа са изградени редица заведения, има игрище за плажен волейбол. Плажът е снабден с шезлонги и чадъри и има няколко спасителни поста.

## Забележителности
Един от символите на Южния плаж е водната пързалка. От пасажерския терминал в близост преминават много лодки и корабчета.
От плажът започва пешеходна алея без автомобили „Кап. Георги Георгиев“, която води до Рибарския плаж (Северния плаж) и Морската градина. Мястото е начална спирка и за атракционното туристическо влакче.

## Градски транспорт
Най-близката спирка на градския транспорт е до плувен комплекс „Приморски“ – спирка „Басейна“ (с автобусни линии 17а, 20 и 39).